# Ширяев, Алексей Юрьевич
Алексей Юрьевич Ширяев (9 апреля 1974, Псков — 8 марта 2000, село Комсомольское, Чечня) — инструктор отдела специального назначения Управления исполнения наказаний по Псковской области Министерства юстиции Российской Федерации, младший лейтенант внутренней службы; Герой России (2000).

## Биография
Окончив в Пскове профессиональное техническое училище, работал слесарем малого предприятия «Индекс».
Был призван на срочную службу; с 1993 года служил в отряде специального назначения Управления исполнения наказаний Министерства внутренних дел (затем — Министерства юстиции) по Псковской области: бойцом штурмовой группы, затем — инструктором отдела. Направлялся в командировки в Чеченскую республику в 1995 (первая чеченская война), в 1999 и в 2000 годах (вторая чеченская война).
При штурме села Комсомольское 8 марта 2000 года, действуя в составе штурмовой группы, уничтожил 2 пулемётных расчёта боевиков. Прикрывая отход своей штурмовой группы, закрыл своим телом брошенную боевиками гранату. При взрыве погиб, ценой собственной жизни спас товарищей.
Похоронен на кладбище посёлка Писковичи (Псковская область).
За мужество и героизм, проявленные в ходе контртеррористической операции на Северном Кавказе, Указом Президента Российской Федерации № 1808 от 27 октября 2000 года младшему лейтенанту внутренней службы Ширяеву Алексею Юрьевичу посмертно присвоено звание Героя Российской Федерации.

## Награды
- медаль «Золотая Звезда» Героя России (27.10.2000)

## Память
- На здании средней школы № 12 Пскова, в которой учился А. Ширяев, установлена мемориальная доска.
- В июле 2009 года на территории Псковского юридического института открыт памятник сотрудникам уголовно-исполнительной системы, погибшим при исполнении служебных обязанностей: Герою России Алексею Ширяеву и инструктору-снайперу Владиславу Байгатову, представленному к званию Героя России.